# Tim Flock
Julius Timothy "Tim" Flock (Fort Payne, 11 de maio de 1924 - 31 de março de 1998) foi um piloto estadunidense da NASCAR, foi campeão da categoria em 1952 e 1955.